# Macroglossum tenebrosa
Macroglossum tenebrosa là một loài bướm đêm thuộc họ Sphingidae, chi Macroglossum.